# فرودگاه فیلمور
فرودگاه فیلمور (به انگلیسی: Fillmore Airport) یک فرودگاه همگانی است که یک باند فرود چمن دارد و طول باند آن ۸۸۴ متر است. این فرودگاه در کشور کانادا قرار دارد و در ارتفاع ۶۱۰ متری از سطح دریا واقع شده است.